# Where Is My Mind?
Where Is My Mind? ist ein Song und der siebte Titel auf dem Debütalbum Surfer Rosa der Pixies aus dem Jahr 1988. Obwohl er nie als Single ausgekoppelt wurde, gehört er heute zu den bekanntesten der Band und wurde vielfach gecovert und in Filmsoundtracks und Werbung verwendet.

## Hintergrund
Den surrealen Text schrieb Sänger Black Francis während er die University of Massachusetts Amherst besuchte, inspiriert durch seine Erfahrungen beim Tauchen in der Karibik. Er sagte später, dass er „diesen sehr kleinen Fisch hatte, der versuchte, mich zu jagen. Ich weiß nicht warum – ich weiß nicht viel über das Verhalten von Fischen.“
Da der Text nie der LP beilag, gibt es verschiedene Versionen, insbesondere für die undeutlich gesungene Zeile When he told me east is west, trying to talk to, to me. In Coverversionen wird diese unterschiedlich wiedergegeben und variiert auch bei Konzerten der Band.

## Verwendung in Soundtracks
Einen großen Popularitätsschub erfuhr das Lied, als es im Abspann des Films Fight Club lief. Mr. Nobody, ein Film aus dem Jahr 2009, enthielt ebenfalls den Song. Die zweite Staffel des HBO-Dramas The Leftovers enthielt sowohl die Pixies-Version als auch Maxence Cyrins Klavier-Cover. Cyrins Cover des Songs wurde auch in Mr. Robot und It’s Kind of a Funny Story verwendet.
Andere Filme, die den Song verwenden, sind Gaz Bar Blues, Big Ass Spider! (Version von Storm Large), Knock Knock, Sucker Punch (Version von Yoav) sowie die Serie Warehouse 13 (Version von Allison Scagliotti, Episode 3x6).
Im März 2021 sicherte sich die Wrestlingpromotion All Elite Wrestling die Nutzungsrechte des Liedes als Theme ihres Wrestlers Orange Cassidy.

## Auszeichnungen für Musikverkäufe
| Land/Region                  | Auszeichnungen für Musikverkäufe (Land/Region, Auszeichnung, Verkäufe) | Verkäufe  |
| ---------------------------- | ---------------------------------------------------------------------- | --------- |
| Italien (FIMI)               | Platin                                                                 | 70.000    |
| Kanada (MC)                  | 3× Platin                                                              | 240.000   |
| Neuseeland (RMNZ)            | 3× Platin                                                              | 90.000    |
| Spanien (Promusicae)         | Platin                                                                 | 60.000    |
| Vereinigtes Königreich (BPI) | Platin                                                                 | 600.000   |
| Insgesamt                    | 9× Platin ·                                                            | 1.060.000 |

## Coverversionen
Auf Deutsch wurde der Song von Locas in Love und Wolke gecovert. Zudem gibt es eine spanische und eine niederländische Version. Bekannte Coverversionen stammen von Placebo, Nada Surf, Maxence Cyrin, James Blunt oder The Vaccines. Black Francis coverte seinen eigenen Song auf seinem Album Frank Black Francis. Bei Live-Auftritten spielten u. a. Kings of Leon und Madsen den Song. 2015 wurde das Lied auch von Placebo im Rahmen der Aufnahmen zu dem MTV Unplugged Album gespielt.